# Djevičanski otoci
Djevičanski otoci (eng. Virgin Islands, špa. Islas Vírgenes) su skupina otoka u Malim Antilima, oko 100 km istočno od Portorika, između Atlantika i Karipskog mora.
Otoci su politički podijeljeni na Američke (US Virgin Islands) i Britanske Djevičanske otoke (British Virgin Islands). Neovisno o ovoj političkoj podjeli, na svim otocima je platežno sredstvo američki dolar. Veći dio stanovništva je mješavina raznih afričkih i europskih grupa. 

## Zemljopis i klima
Djevičanske otoke čini nekoliko većih otoka, (Saint Croix, Saint John, Saint Thomas Water Island, Jost Van Dyke, Tortola, Virgin Gorda)  te mnogi manji otoci. Krajolik je većim dijelom kamenit i brežuljkast do brdovit s vrlo malo ravnica. Većina otoka je vulkanskog porijekla, a najviši vrh na otocima je Mount Sage (521 m) a nalazi se na Tortoli. Povremeno se događaju i potresi.
Klima je suptropska i vlažna, ali su temperature ublažene vjetrovima. Sezona uragana i tropskih oluja traje od srpnja do listopada. Prirodne zalihe pitke vode su ograničene uz izuzetak rijeka koje ljeti presuše i izvora na Tortoli. Najznačajniji izvori pitke vode su bunari i kišnica.

## Povijest
Kad je Kristofor Kolumbo 1493. godine stigao do ovih otoka, na njima su živjeli prastanovnici tih područja,Ciboneyi, Caribi, Arawaci i druga indijanska plemena.  Njihov broj i ljepota potakli su ga da otoke nazove "otoci djevica" (Santa Ursula y las Once Mil Virgines ili, kratko Las Virgines) prema legendi o svetoj Ursuli i njenih 11.000 pratilja koje su, navodno, kod Kölna prošle svoj martirij.
Španjolske trupe su 1555. pobijedili Karibe i u idućim desetljećima ih istrijebili. Nakon toga, Europljani koji postepeno naseljavaju otoke, za rad na plantažama (pretežno šećerne treske) dovode robovsku radnu snagu iz Afrike. Ropstvo je potrajalo sve do oko sredine 19. stoljeća.

## Gospodarstvo
Gospodarstvo se temelji prije svega na turizmu, a pred kraj 20. stoljeća u tom se području otvaraju tvrtke s tzv. "poštanskim sandučićem", što postaje drugi značajan izvor prihoda mjesnih uprava.
Zbog nedovoljne količine pitke vode kao i niske kvalitete tla, opskrba domaćeg stanovništva u mnogom ovisi o uvozu. 
Iako politički podijeljeni, gospodarstva oba dijela Djevičanskih otoka su međusobno usko povezana, a od 1959. je jedinstvrno polatežno sredstvo američki dolar.

## Promet
Na svim otocima se cestovni promet odvija lijevom stranom. Time su Američki Djevičanski otoci jedini posjed SAD-a s prometom na lijevoj strani. Na otocima ima više aerodroma kao i luka, a luka Saint Thomas na istoimenom otoku je jedna od najboljih prirodnih luka Kariba.